# Пластова сходинка
Пластова сходинка (рос. пластовая ступень, англ. denudation step, нім. Denudationsstufe f, Schichtstufe f) — уступ від однієї плоскої поверхні рельєфу до такої ж, яка лежить нижче в області горизонтального залягання пластів гірських порід неоднакової твердості. Термін застосовується також для позначення локальних поверхонь вирівнювання.
Синонім — пластовий уступ, денудаційна сходинка.